# Electroclash
Electroclash (também conhecido como synthcore, retro-electro, tech-pop, nouveau disco e a  new new wave) é um gênero de música que funde new wave e electro dos anos 1980, synth-pop com o techno dos anos 90, electropop e electronic dance music. Surgiu no final dos anos 90 e costuma ser considerado como atingindo seu pico por volta de 2002/2003. Foi pioneira e associada a atos como I-F, Miss Kittin, The Hacker e Fischerspooner.

## Terminologia e características
O termo eletroclash descreve um movimento musical que combina synthpop, techno, punk e performance artística. O gênero reagiu às rígidas formulações da música techno, enfatizando a composição, o carisma e o senso de humor, descritos pelo The Guardian como um dos "mais significativos distúrbios da história da dance music". A estética visual do eletroclash foi associada ao filme cult de 1982, Liquid Sky. DJ Hell é amplamente creditado como inventor e nome do gênero, enquanto o DJ e promotor Larry Tee posteriormente popularizou o termo nos EUA, nomeando o Electroclash 2001 Festival em Nova Iorque depois dele.

## História
O Electroclash surgiu no final dos anos 90. Foi criado pelo I-F com sua faixa de 1997 "Space Invaders Are Smoking Grass" e também a dupla musical francesa Miss Kittin & The Hacker, que estava "montando e definindo a cena do eletroclash" com as canções "1982" e "Frank Sinatra", que foram lançados pela primeira vez em 1998 pelo DJ Hell, e pela gravadora International DeeJay Gigolo Records, que tem sido chamada de "célula germinativa" e "A casa" do Electroclash.
Como seus primeiros artistas vieram de muitos países, o electroclash é um movimento que surgiu internacionalmente, mas foi reunido e orientado por empresários como o chefe da gravadora DJ Hell e o promotor Larry Tee. Devido ao seu fator de lixo e glamour, tornou-se um fenômeno urbano com seus centros em Berlim, Nova Iorque, Londres e Munique, mas diz-se que o hype do eletroclash foi repetido novamente por 2003. Nos EUA, chamou a atenção da mídia, quando o Festival Electroclash foi realizado em Nova Iorque em outubro de 2001 para "fazer uma descoberta local com essa cena, apresentando um grupo seleto de artistas superstar e pioneiros da Europa e dos EUA". O Electroclash Festival foi realizado novamente em 2002, com subsequentes turnês ao vivo nos EUA e na Europa em 2003 e 2004. Outros artistas notáveis que se apresentaram nos festivais e turnês subsequentes incluem: Scissor Sisters, ADULT., Erol Alkan, Mount Sims e Tiga.

## Crítica
A etiqueta electroclash e o hype em torno dela foram duramente criticados por alguns de seus aclamados protagonistas no início dos anos 2000. Por exemplo, a IF e outros artistas assinaram um "Anti-Electroclash-Manifest", no qual se queixavam do esgotamento do estilo por aqueles que "governavam as ondas da mídia" e apenas "vendiam o antigo pacote recém-embalado". Em 2002, Toktok vs. Soffy O. afirmou que quando foram questionados sobre o eletroclash, eles apenas pensaram que "isso nada mais é do que sabemos há pelo menos cinco anos e o que agora está atingindo o pico de reciclagem pela terceira ou quarta vez".